# Wakō (Saitama)
Pour les articles homonymes, voir Wako.
Wakō (和光市, Wakō-shi) est une ville située dans la préfecture de Saitama, au Japon.

## Géographie

### Localisation
Wakō est située dans le sud de la préfecture de Saitama, à la limite des arrondissements de Nerima et d'Itabashi à Tokyo.

### Démographie
En 2010, la population de Wakō était de 80 735 habitants répartis sur une superficie de 11,04 km2. En août 2023, elle était de 84 669 habitants.

### Climat
Wakō a un climat subtropical humide caractérisé par des étés chauds et des hivers frais avec des chutes de neige légères ou inexistantes. La température annuelle moyenne est de 14,4 °C. Les précipitations annuelles moyennes sont de 1 647 mm, septembre étant le mois le plus humide.

## Histoire
Le bourg de Yamato a été fondé en 1943. Il a pris le nom de « Wakō » le 31 octobre 1970 en même temps que le statut officiel de ville.
Wakō abrite l'institut de recherche RIKEN qui compte plus de 3 000 scientifiques.

## Transports
Wakō est desservie par les routes nationales 254 et 298.
La gare de Wakōshi est desservie par la ligne Tōbu Tōjō et les lignes Fukutoshin et Yūrakuchō du métro de Tokyo.

## Jumelage
Wakō est jumelée avec la ville de Longview, Washington, États-Unis (depuis le 1er octobre 1999).